# Santa Fe Trail
Der Santa Fe Trail ist eine historische Handelsroute in den Vereinigten Staaten. Die je nach Variante zwischen etwas über 800 und knapp 900 Meilen (1300–1450 km) lange Route verband im 19. Jahrhundert die besiedelten Regionen am Missouri River durch Prärien und Wüsten mit den damals zu Mexiko gehörenden Gebieten im heutigen Südwesten der USA. Nach dem Mexikanisch-Amerikanischen Krieg (1846–1848) wurde New Mexico Teil der Vereinigten Staaten und die Richtung der Handelsströme veränderte sich. Mit der Ankunft der Eisenbahn in den 1870er Jahren verlor die Straße an Bedeutung. Erst in den 1930er Jahren wurden überregionale Highways entlang oder auf der historischen Route gebaut.
In den Vereinigten Staaten konnten viele Waren wesentlich günstiger oder in besserer Qualität hergestellt werden, als es in Mexiko möglich war. Importgüter aus Spanien konnten erst recht preislich nicht konkurrieren. Dabei standen Textilien an erster Stelle: Feine Baumwollstoffe oder grober Kattun, Seidengewebe, Samt und Spitze waren begehrt. Werkzeuge erzielten gute Preise und auch Bücher und andere Papiererzeugnisse verkauften sich gut. Die mexikanischen Händler in Santa Fe und Taos bezahlten in Gold und Silber oder lieferten Pferde und Maultiere sowie in begrenztem Umfang Biber- und Otterfelle aus den Bergen des Südens.
Die größte Bedeutung hatte der Santa Fe Trail nicht kommerziell, der Umsatz überstieg nur in wenigen Jahren eine halbe Million Dollar, sondern in seiner kulturellen und politischen Funktion. Er war die erste und lange Zeit wichtigste Verbindung zwischen den alten spanischen Territorien mit den jungen, britisch geprägten Vereinigten Staaten. Außerdem war der Handel mit New Mexico neben dem Pelzhandel die erste wirtschaftliche Nutzung des Westens und hatte so entscheidenden Einfluss auf die Geschichte des „Wilden Westens“.

## Verlauf

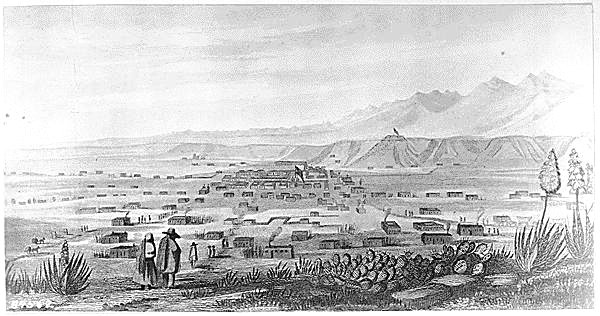
Santa Fe im Jahr 1846

Der Handel auf dem Santa Fe Trail fällt in die Zeit der Besiedlung des nordamerikanischen Westens. Der Weg begann am Missouri River, auf dem die Waren per Schiff zu den westlichsten Orten der Vereinigten Staaten transportiert wurden. Mit der vorrückenden Besiedlung verschob sich der Beginn des Trails nach und nach flussaufwärts Richtung Westen zu neuen Ortschaften. Wurden die ersten beiden Handelszüge noch in Franklin, Missouri ausgerüstet, konnten sich spätere dem Verlauf des Missouri flussaufwärts folgend in Arrow Rock, dann Lexington, bei Fort Osage und schließlich in Independence sammeln. Je nach Betrachtungszeitraum gelten heute Franklin oder Independence als Beginn des Santa Fe Trails.
In Independence verließ die Route den Missouri River und es begann der wochenlange Zug durch die Steppen des späteren Kansas. Diese waren der Lebensraum der großen Bison-Herden und Jagdgebiet der Prärie-Indianer. Der Trail verlief nach Südwesten über den heutigen Ort Olathe nach Gardner. Hier zweigten ab den 1840er Jahren die bis dorthin mit dem Santa Fe Trail gemeinsam verlaufenden Siedler- und Handelswege über die Rocky Mountains ab. Der Oregon Trail, der Mormon Trail und der California Trail verliefen nach Nordwesten Richtung Platte River.
Richtung Santa Fe ging es direkt nach Westen. Palmyra im Gebiet des heutigen Baldwin City war ein bedeutender Rast- und Reparaturplatz, an dem sich 1856 eine Siedlung bildete. Council Grove und McPherson waren weitere typische Rastplätze entlang der Route, die schon um 1850 zu Siedlungen wurden. Beim heutigen Great Bend wurde der Arkansas River erreicht. Für die nächsten gut 150 km verlief die Route am Fluss aufwärts, vorbei am markanten Sandsteinfelsen Pawnee Rock und an Fort Larned (ab 1859) bis zu den verschiedenen Forts (ab 1847) beim späteren Dodge City. Dieser Abschnitt galt als einfach und die Wasserversorgung für Zugtiere und Menschen war problemlos. Später etablierte sich für die letzten 50 km dieser Passage eine Abkürzung, die eine große Flussschleife abschnitt und als dry route bekannt wurde.

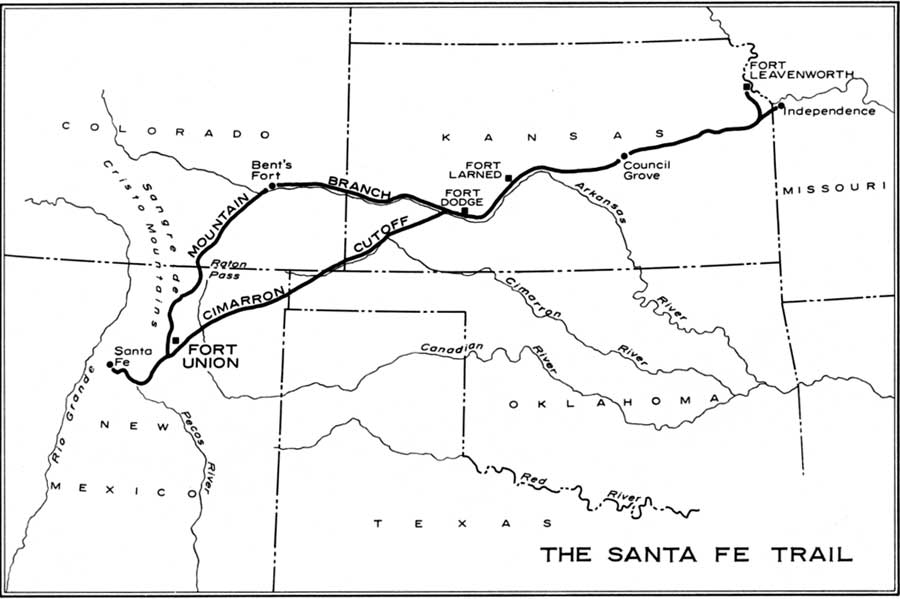
Schematische Karte des Santa Fe Trails

Ab Dodge City gab es zwei Hauptzweige des Santa Fe Trails, die sich jeweils teilweise wieder aufspalteten. Die ursprüngliche, später als Cimarron Cutoff bezeichnete Route war kürzer, aber wesentlich beschwerlicher und noch lange wegen Indianerüberfällen gefährlicher. Sie verlief direkt nach Südwesten in die Cimarron-Wüste, berührte mehrmals den Cimarron River, der im Sommerhalbjahr oft ausgetrocknet war, bevor der Weg durch den Panhandle genannten westlichsten Teil des heutigen Oklahomas New Mexico erreichte. Einige Zweige berührten Colorado knapp, die südlichen kamen nie auf das Gebiet dieses heutigen Bundesstaates (und entsprechen etwa dem Verlauf des heutigen U.S. Highway 56). Die erst einige Jahre später erschlossene, längere, aber sichere Mountain Route führte die Wagenzüge am Arkansas River entlang und in den späteren Bundesstaat Colorado. Bei Bent’s Old Fort zweigte die Route nach Südwesten vom Fluss ab und führte hinauf in die Berge über Trinidad und den anstrengenden Raton Pass nach New Mexico.
Bei Fort Union (ab 1851) in New Mexico stießen die beiden Zweige des Trails wieder aufeinander. Ab hier machte der Weg eine Schleife im Süden um die bis zu 3000 m hohen Berge der Sangre-de-Cristo-Kette herum nach Santa Fe.

## Geschichte
Santa Fe war die einzige Stadt in Nuevo Mexico, dem nördlichsten Teil des spanischen Vizekönigreiches Neuspanien. Die Stadt war um 1610 gegründet worden, als die Spanier noch hofften, ein rohstoffreiches und für die Landwirtschaft geeignetes Gebiet im Norden ihres Reiches erschließen zu können. Als sich diese Hoffnungen als Trugschluss herausstellten, behielten sie das Territorium, um ihre Ansprüche auf die Neue Welt gegen die Franzosen und Engländer zu verteidigen.

### Vorgeschichte
Die Provinz Nuevo Mexico lag abgelegen. Im 17. Jahrhundert schickte der Vizekönig nur alle drei Jahre eine Karawane mit Versorgungsgütern auf die 2400 km lange Reise von Ciudad de México (Mexiko-Stadt) über El Camino Real de Tierra Adentro, die königliche Straße nach Norden. Mitte des 18. Jahrhunderts etablierte sich Chihuahua als Handelszentrum nur 550 km südlich von Santa Fe, der Handel lebte langsam auf. Nach dem Franzosen- und Indianerkrieg, den Kämpfen auf dem nordamerikanischen Kontinent im Rahmen des Siebenjährigen Kriegs, trat Frankreich 1763 Louisiana an Spanien ab. Beziehungen von Sante Fe in das von Franzosen gegründete St. Louis kamen jedoch nie in Gang. Ab 1787 gab es vereinzelten Handel mit San Antonio im ebenfalls spanischen Texas, die Stadt Santa Fe blieb aber arm und abhängig von den südlichen Zentren. Um die Wende zum 19. Jahrhundert hatte die Stadt etwa 3000 Einwohner, überwiegend Pueblo-Indianer und Mestizen. Ihre außer am zentralen Marktplatz locker verstreuten Gebäude bestanden fast ausschließlich aus Adobe-Lehmziegeln, was Händler und Autor Josiah Gregg dazu verleitete, bei seinem ersten Blick ins Tal der Stadt zu vermuten, er schaue auf die Vororte und Ziegelbrennereien von Santa Fe. Ein Begleiter antwortete „Es ist wahr, das sind aufgeschichtete Stapel ungebrannter Ziegel, dennoch sind es Häuser – das ist die Stadt Santa Fe.“
1800 zwang Napoléon Bonaparte im Dritten Vertrag von San Ildefonso Spanien, das ehemals französische Louisiana wieder an Frankreich zu übergeben, er verkaufte die Gebiete schon 1803 im Louisiana Purchase an die jungen Vereinigten Staaten von Amerika. Das von Spanien als Puffer zunächst gegen England und dann die USA gedachte Territorium geriet so in die Hände des Konkurrenten und Neuspanien verbot jeden Handel mit dem als gefährlich empfundenen Nachbarn im Nordosten, sodass es durch die lebensfeindlichen Steppen und Wüsten des Südwestens nur wenige Beziehungen gab. Inzwischen blühte die Stadt St. Louis durch den Pelzhandel auf und das Interesse richtete sich auch auf die neuspanischen Gebiete. Der amerikanische Entdecker und Offizier Zebulon Pike wurde 1807 von Spaniern am Rio Grande festgenommen und erst nach monatelanger Haft freigelassen, als er das neue amerikanische Territorium erkundete und dabei die spanische Grenze überschritten hatte. Andere waren weniger glücklich und wurden jahrelang festgehalten oder verschwanden für immer.

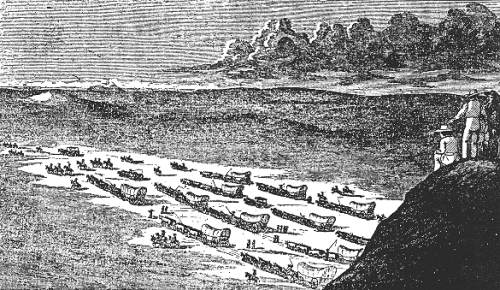
Planwagenzug auf dem Santa Fe Trail

### Unabhängigkeit Mexikos
Mit der Unabhängigkeit Mexikos im Jahr 1821 endete die Sperrung der Grenze. Noch im selben Jahr führte William Becknell den ersten Handelszug im Wert von 700 Dollar vom Missouri River nach Santa Fe und etablierte die Cimarron Route des Santa Fe Trails. Er wurde freundlich empfangen und konnte seine Waren mit großem Profit verkaufen. Über seine Rückkehr wird berichtet:

„My father saw them unload when they returned, and when their rawhide packages of silver dollars were dumped on the sidewalk one of the men cut the thongs and the money spilled out and clinking on the stone pavement rolled into the gutter. Everyone was excited and the next spring another expedition was sent out.“

„Mein Vater sah sie abladen, als sie zurückkamen, und als sie Lederbeutel mit Silberdollars auf den Gehsteig warfen, riss einem der Männer die Schnürung, das Geld fiel heraus und klingende Münzen rollten in den Rinnstein.“

1822 zogen schon vier Händler durch die Wüste, darunter wieder Becknell, der diesmal Güter im Wert von $3000 mitführte und laut zeitgenössischen Berichten einen Profit von 2000 % erlöste. Seine Waren bestanden überwiegend aus verschiedenen Textilien, Schnallen, Knöpfen, Nähnadeln und Nähgarn, Scheren, Rasiermessern, Töpfen und Pfannen, mehreren Kaffeemühlen, Messern, Schaufeln, Hacken, Äxten, Schreibpapier. Auch ein paar Fässchen Sherry und Claret soll er transportiert haben. Sogar seinen Planwagen, der ihn in Missouri $150 gekostet hatte, verkaufte er in Santa Fe für $750. Als zweiter Händler auf dem neuen Trail gilt Etienne Provost, ein franko-kanadischer Pelzjäger, der bei früheren Versuchen mehrmals von spanischen Grenzsoldaten festgenommen worden war.
Einige Händler stiegen bereits im zweiten Jahr in das Kommissionsgeschäft ein und verkauften Waren Dritter, oder sammelten bei interessierten Kapitaleignern Gelder, mit denen sie die Handelswaren einkauften. Nachdem sich die Wirtschaft in den Vereinigten Staaten langsam von der Wirtschaftskrise von 1819 erholte, konnten sich die Händler großzügig mit Kapital versorgen, die Warenmengen und -werte stiegen rapide an. Dabei legten die Kapitalgeber in der Regel nur kleine Summen an. Der typische Einsatz lag zwischen 100 und 600 Dollar. Dafür war fast jeder auf dem Zug selbst am Handel beteiligt, Hilfskräfte gab es kaum.
1824 schlossen sich alle Händler aus Sicherheitsgründen zusammen und bildeten einen gemeinsamen Wagen- und Mulizug durch das Indianergebiet. Laut einer zeitgenössischen Quelle erreichte der Erlös des Jahres 180.000 $ bei einem Wareneinsatz im Wert von 35.000 $. In New Mexico trat in der Folge eine empfindliche Geldknappheit ein. Mexiko reagierte mit kontinuierlich steigenden Zöllen, um einen Teil der Gewinne im Land zu behalten und in die Staatskassen zu leiten.

### Der Trail
Die Reise dauerte zwischen drei und vier Monaten pro Richtung und in dieser Zeit waren die Handelszüge in der menschenleeren Wildnis unterwegs. Die Gefahren reichten von Indianerüberfällen bis zu ausgetrockneten Quellen in der Wüste. Nur eine Fahrt pro Jahr war möglich. Sie konnte nicht beginnen, bevor in den Steppen das frische Gras spross, von dem sich die Zug- und Packtiere ernähren sollten, Die Saison endete mit der Gefahr von Blizzards bei einem frühen Wintereinbruch. Unterwegs verpflegten sich die Karawanen überwiegend durch die Jagd, die Bisons waren die Grundlage ihrer Ernährung.
1825 beschloss der US-Kongress, das Geschäft durch den Ausbau der Straßenverbindung zu fördern. Thomas Hart Benton, Senator aus Missouri, hatte sich in besonderem Maße für das Projekt eingesetzt. Für 10.000 Dollar wurde die Route bis 1827 als Highway ausgebaut, weitere 20.000 Dollar wurden bereitgestellt, um von den Indianervölkern das Recht auf freie Passage zu erwerben.

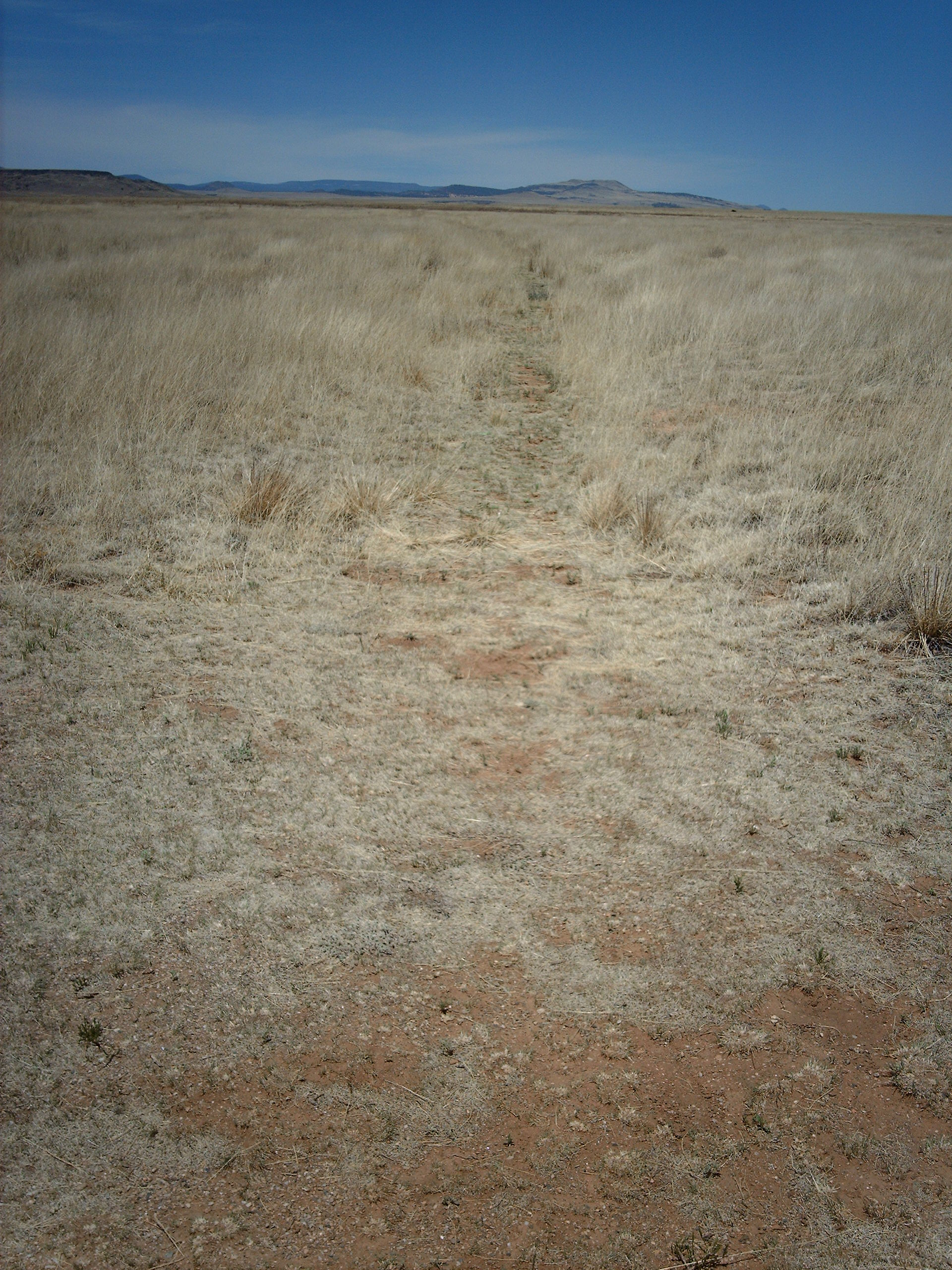
Ruts − Wagenspuren bei Fort Union, New Mexico

Zwischen 1825 und 1827 erkundete George C. Sibley die Route vom Missouri River zum Arkansas River, der Grenze zu Mexiko. Er errichtete Wegmarkierungen aus Erdhügeln und führte die Straße an Flüssen zu geeigneten Furten. Brücken wurden nicht für nötig erachtet, die Flüsse waren flach und breit, das Gelände eben und jährliche Hochwasser hätten große Investitionen für den Unterhalt erfordert. Soweit nötig wurden Ufer abgeschrägt.
Parallel zum Bau der Straße führte er Verhandlungen mit den Indianern. Am Ufer des Neosho Rivers, beim späteren nach der Versammlung benannten Ort Council Grove, Kansas, traf Commissioner Sibley im Sommer 1825 mit Vertretern der Osage zusammen und konnte das Recht zur freien Passage ihres Gebietes für Waren im Wert von $800 erwerben. Später schloss er in der Nähe von McPherson einen Vertrag desselben Inhaltes auch mit den Kansa. Von der Regierung Mexikos erhielt Sibley die Genehmigung, den Verlauf der Straße auf mexikanischem Boden zu erkunden, sie gestatteten ihm aber nicht, Markierungen anzulegen. Enttäuscht kehrte er im Sommer 1826 zurück und nutzte das Jahr 1827, um die Route zu optimieren.
Nachdem in Washington der Bericht und die offizielle Wegbeschreibung aus unbekannten Gründen nie veröffentlicht wurde, war der Straßenausbau ein Misserfolg. Die genaue Beschreibung war nicht bekannt, Markierungen verwitterten schnell und die Händler suchten sich je nach Wetter und Bodenbeschaffenheit eigene Routen. Anstelle einer Straße gab es ein breitgestreutes Bündel an möglichen Wegen.

### Konflikte
Mit den jedes Jahr steigenden Werten der Wagenkarawanen stieg auch die Gefahr von Indianerüberfällen. Im Süden des späteren Kansas begann das Land der Komantschen und Pawnees. Diese und andere Völker nahmen zwar Zahlungen der Regierung, griffen aber trotzdem Wagenzüge an. 1828 gab es erstmals Tote, zwei Kundschafter einer mittelgroßen Händlergruppe, die mit einer Herde aus 1200 Pferden und Mulis auf dem Weg nach Osten waren. Die Weißen griffen daraufhin die nächsten Indianer an, denen sie begegneten, und töteten fünf Pawnees. Deren Volk erklärte nunmehr allen Weißen den Krieg und griff an der großen Schleife des Arkansas den Zug an. Beim anschließenden Gefecht gab es wohl auf keiner Seite Tote, aber rund 700 der Tiere brachen in eine Stampede aus und konnten nur zum kleinsten Teil wiedergefunden werden.

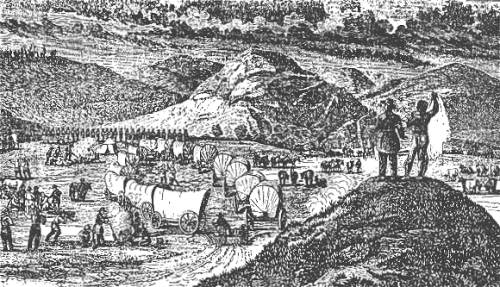
Wagenburg im Gebiet der Komantschen

Später im selben Jahr lockten Komantschen einen anderen Handelszug auf dem Rückweg in eine Falle. Mehrere Tage lang griffen sie Tag und Nacht an, verlangsamten den Zug bis zum Stillstand in einer Wagenburg. Die Händler schlichen sich in der Nacht von ihren Wagen, Mulis und ihrem Vermögen weg und schlugen sich zu Fuß mit immer noch zwischen sechs- und zehntausend Dollar in Silber, die sie an einem Zwischenstopp vergruben, über 800 km bis zur nächsten Siedlung in Missouri durch.
Milton Bryan, einer der Leiter des Zuges, schloss sich im folgenden Jahr mit den später berühmten Händlern William und Charles Bent zu einem Zug zusammen, neben einem zweiten Versuch im Handel wollte er das vergrabene Silber bergen. Ihre Karawane wurde erstmals durch US-Infanterie begleitet. Auf Drängen der Händler und der Politik aus den Grenzstaaten hatte Präsident Andrew Jackson angeordnet, dass vier Kompanien unter Major Bennett Riley in den Südwesten verlegt und sie den Frühjahrszug bis zur mexikanischen Grenze begleiten würden. Riley hatte schon 1823 beim ersten Indianer-Feldzug jenseits des Mississippi gegen die Arikaree teilgenommen und galt als erfahren. Der Zug erreichte die Grenze am Arkansas River ereignislos und Bryan konnte sein Silber wiederfinden. Die Armee baute an der Grenze ein Camp und wollte dort auf die Rückkehr der Händler warten.
Kurz hinter der Grenze wurde der Zug von Komantschen oder nach anderen Berichten Kiowa angegriffen, ihr Kundschafter starb „gespickt mit Pfeilen“. Als die Händler zu den Waffen griffen, flohen die Indianer. Durch Boten alarmiert überschritt Major Riley mit seinen Truppen die Grenze. Bryant berichtete: „Am nächsten Morgen waren die Hügel mit vollen zweitausend Indianern bedeckt, die wohl zusammengekommen waren, um uns auszulöschen. Als die Feiglinge [die Armee] sahen, verschwanden sie.“
Auf dem Rückweg konnten die Bents und Bryan eine Eskorte durch die mexikanische Armee und einige befreundete Indianer erreichen. Am Arkansas River trafen sich die beiden Armeen, die Kommandeure veranstalteten ein festliches Abendessen und ab hier übernahm wieder Major Riley die Sicherung. Eine regelmäßige Begleitung aller Karawanen war nicht möglich, stattdessen baute die Armee einen Streifendienst in der Region auf. Trotz der Gefahren rentierte sich der Handel, Milton Bryan konnte sich nach den beiden Reisen zur Ruhe setzen.
1831 wurde Jedediah Smith, einer der berühmtesten Trapper, Pelzhändler und Mountain Men bei seinem ersten Handelszug auf dem Santa Fe Trail in der Cimarron-Wüste von Komantschen erschlagen. Gewalt wurde auch in der anderen Richtung ausgeübt, einige Händler zogen toten Indianern nicht nur die Haut ab, sondern ließen sie als Trophäen von den Wagen wehen.
Im März 1833 reagierte die Politik auf die Risiken für die lukrativen Beziehungen zum Nachbarn Mexiko. Noch im selben Monat autorisierte der Kongress die Aufstellung einer Kompanie berittener ranger oder dragoons (Dragoner) im Fort Leavenworth, Kansas zum Schutz des Handelsweges. 1834 zogen ein Teil der dragoons in das neue Fort Gibson in Oklahoma um.

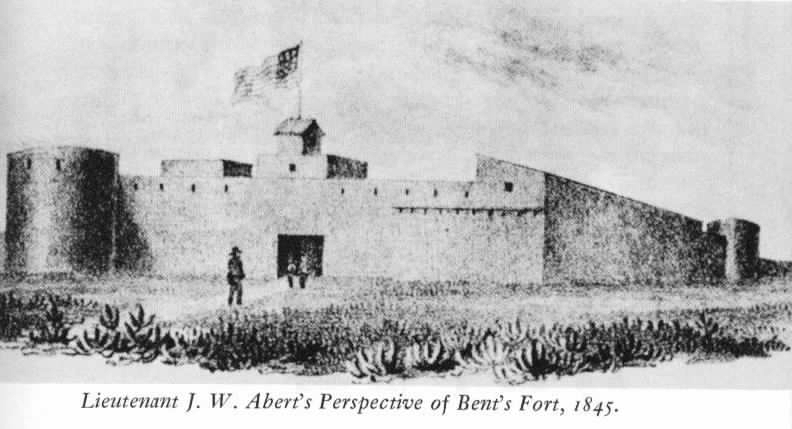
Bent’s Old Fort, 1845

### Ausbau der Beziehungen
Für den Handel im Westen wurden in den 1830er Jahren Geschäfte mit den Indianervölkern zunehmend wichtiger. 1833 eröffneten drei erfahrene Santa-Fe-Händler, die Brüder Charles und William Bent mit ihrem Partner Ceran St. Vrain, die erste feste Handelsstation, Bent’s Old Fort, als Stützpunkt für den Handel mit den Cheyenne. Das Fort lag nahe den Rocky Mountains am Grenzfluss Arkansas River auf dem amerikanischen Nordufer.
William Bent war mit Owl Woman, der Tochter eines Cheyenne-Medizinmanns verheiratet und hatte hervorragende Beziehungen zu verschiedenen Angehörigen des Volkes. Die Bents kauften Pelze (zunächst Biber und Otter, später überwiegend Büffelhäute) für den Verkauf in St. Louis. Außerdem boten im Fort Handwerker, wie ein Schmied und ein Zimmermann, ihre Dienste den Handelskarawanen auf dem Santa Fe Trail an. Künftig nutzten viele die etwas längere, aber sicherere Mountain Route entlang dem Arkansas River bis Bent’s Fort, dort über den Fluss nach Mexiko und nach Süden über den Raton Pass. Für 13 Jahre war das Fort die einzige Siedlung von Weißen auf mehreren hundert Meilen des Trails. Für die Indianer der benachbarten Völker entwickelte es sich zum neutralen Ort für Powwows und andere Verhandlungen.
Mitte der 1830er Jahre wurde der Handel Routine, auch die Konflikte mit den Indianern wurden durch die ständige Präsenz der Armee weitgehend unterdrückt. Mexikanische Händler stiegen ins Geschäft ein und überließen die Profite nicht mehr ausschließlich den Amerikanern. Eine Revolte der indianischen und mexikanischen Bevölkerung von New Mexico gegen den von Mexiko-Stadt eingesetzten Gouverneur im Jahr 1838 und ihre blutige Niederschlagung behinderten den Handel nur wenig. Als der mexikanische Gouverneur Manuel Armijo 1839 eine pauschale Steuer von $500 pro Planwagen einführte, bauten die Händler Wagen von bisher ungekannter Größe:

„Die Räder hatten einen Durchmesser von 2,10 m, der Wagenkasten war 15 m lang und die Ladewand erreichte Stehhöhe eines erwachsenen Mannes. Gezogen wurden sie von vier Ochsenpaaren an einer 15 m langen Deichsel. Unter einer doppelten Leinwandüberspannung als Schutz vor Sonne und Regen konnten drei Tonnen Fracht befördert werden.“

Die Händler nannten die Wagen prairie schooner, nach dem Bootstyp Schoner. Auch andere Begriffe des Handels wurden der Seefahrt entlehnt. Die Prärie wurde zum gras sea (Grasmeer) und die neue Siedlung am Ufer des Missouri, aus der sich das heutige Kansas City entwickelte, wurde West Port (West Hafen) genannt. Im Laufe der Jahre konnten die Händler die Geschwindigkeit der Reise erhöhen und bewältigten in den 1840er Jahren die Strecke in nur noch zwei Monaten. Während der Saison 1843 zogen 250 Wagen durch die Steppen, die Karawanen erreichten eine Länge von bis zu einer Meile (1,6 km). Auf diesen größten Zug reagierte Gouverneur Armijo mit einer Sperre der Grenze. Der amerikanische Einfluss auf das Leben und die Wirtschaft des Landes wurde zu dominant. Das Verbot brachte die mexikanische Bevölkerung der Grenzprovinz gegen die Regierung auf.

### Der Abzweig nach Nordwesten
In den 1840er Jahren begann die eigentliche Besiedelung des Westens. Die Prärien galten als lebensfeindlich, die Siedler zogen über die Rocky Mountains in die Küstenregionen am Pazifischen Ozean in Oregon oder Kalifornien. Nach ersten Pionieren startete der erste größere Siedlertrek 1842 unter der Führung des Missionars Marcus Whitman nach Oregon.
Alle Wege über die Rocky Mountains begannen wie der Santa Fe Trail in Independence und sie verliefen die ersten Meilen bis Gardner gemeinsam. Dort zweigten sie nach Nordwesten ab, zum Platte River und seinen Nebenflüssen North Platte River und Sweetwater River hinauf zum South Pass, dem einzigen bekannten Pass über die Berge, der für Planwagen geeignet war.

### 1846/48: Kriegszug auf dem Trail
Im Jahr 1841 versuchte die seit 1836 von Mexiko unabhängige, überwiegend von Amerikanern besiedelte Republik Texas, New Mexico zu erobern und zu annektieren. Der texanische Präsident Mirabeau B. Lamar hoffte, den lukrativen Handel mit Mexiko über seine Republik umzuleiten. Diese Texanische Santa-Fe-Expedition misslang, und Lamar verlor die folgenden Wahlen an seinen Vorgänger Sam Houston.
Drei Jahre später versuchte Texas noch einmal, Mexiko zu überfallen und mindestens New Mexico, möglichst auch den mexikanischen Staat Chihuahua zu annektieren. Die texanische Miliz musste nach ihrem nur teilweise erfolgreichen Überfall auf amerikanisches Gebiet ausweichen und wurde dort von der US-Armee gestellt und festgenommen. Als Mexiko von der Festnahme der Texaner hörte, änderte sich die Einstellung zu den Amerikanern und die Grenzen wurden wieder für die Händler geöffnet, doch für einen regulären Handelszug war es in diesem Jahr schon zu spät.
Im folgenden Jahr schloss Mexiko die Grenze aber schon vor Beginn der Saison wieder. Grund waren die laufenden Verhandlungen zwischen den Vereinigten Staaten und Texas über einen Beitritt der Republik als Bundesstaat. Im Dezember 1845 unterzeichnete Präsident James K. Polk die Urkunde, und Texas wurde als 28. Staat in die Union aufgenommen. Für Mexiko war die Entwicklung inakzeptabel. Die Mexikaner hatten 1836 die Unabhängigkeit Texas’ von Mexiko nicht anerkannt und weigerten sich jetzt, den Beitritt und die Grenze am Rio Grande zu akzeptieren. Der mexikanische Botschafter wurde aus Washington abgezogen, und beide Staaten begannen mit Vorbereitungen für den Mexikanisch-Amerikanischen Krieg.
Am 25. April 1846 überschritten mexikanische Truppen den Rio Grande und drangen nach Texas ein. Die US-Armee war vorbereitet, Brigadegeneral Zachary Taylor überschritt seinerseits den Fluss und stieß tief nach Mexiko vor. Die Mexikaner wurden geschlagen, mussten sich zurückziehen und Taylor besetzte drei mexikanische Bundesstaaten.

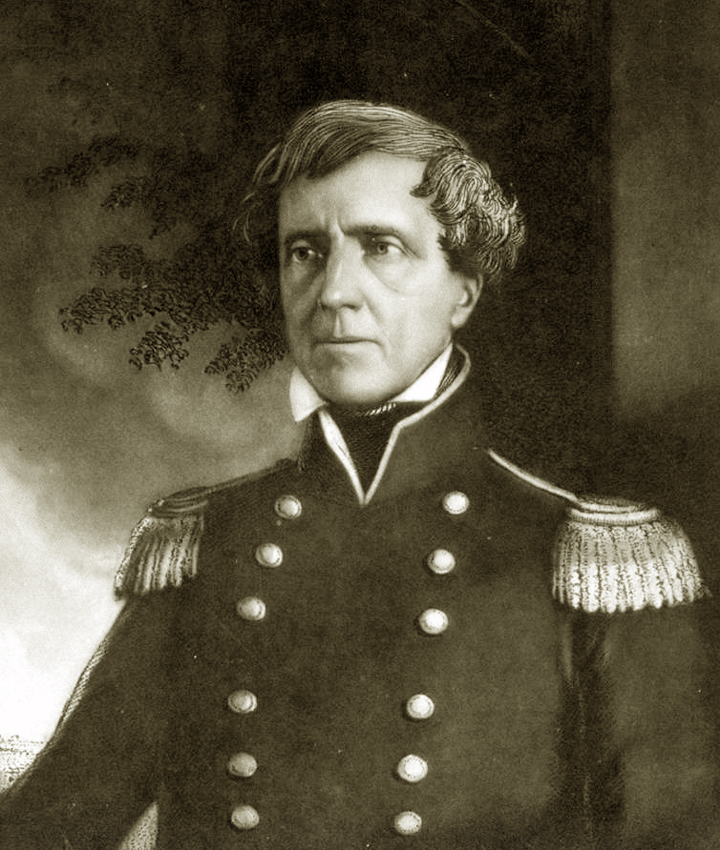
Porträt von Stephen W. Kearny

Währenddessen hatten die USA eine zweite Armee aufgestellt, die Army of the West, die unter Brigadegeneral Stephen W. Kearny von Fort Leavenworth über den Santa Fe Trail nach New Mexico zog. Der Brigadegeneral kaufte alle verfügbaren Wagen und Ochsen auf, um seinen Nachschub zu sichern; trotzdem wurde die Reise für seine knapp 1700 Mann mehr zu einem Kampf gegen den Hunger als gegen die Mexikaner, die Santa Fe kampflos aufgaben. Kearny erklärte New Mexico zu einem Territorium der Vereinigten Staaten und setzte den Händler Charles Bent als vorläufigen Gouverneur ein.
Mit 300 Mann und Kit Carson als Kundschafter zog Kearney weiter und konnte schließlich im Frühjahr 1847 das ganze mexikanische Oberkalifornien besetzen. Unter General Winfield Scott zog die US-Armee fast gleichzeitig siegreich in Mexiko-Stadt ein. Im Februar 1848 musste Mexiko im Vertrag von Guadalupe Hidalgo die Territorien der heutigen US-Bundesstaaten Kalifornien, Arizona, Nevada, Utah, Teile von Colorado und Wyoming und auch New Mexico an die Vereinigten Staaten abtreten.
Für den Handel war der erwartete Ausgang des Krieges ein Glücksfall. Die Händler hatten gehofft, dass mit der mexikanischen Verwaltung die verhassten Zölle fallen würden, und die amerikanischen Soldaten in Santa Fe erschienen ihnen als zusätzliche zahlungsfähige Kunden. Laut Josiah Gregg, selbst Händler und Autor, überschritt das Handelsvolumen auf dem Santa Fe Trail 1846 erstmals eine Million Dollar, mehr als das Doppelte gegenüber dem bisherigen Rekordjahr. 370 große Wagen, 12 Küchenwagen, 50 kleine Wagen und zwischen 750 und 800 Männer zogen in diesem Jahr über den Trail. 37 weitere Wagen brachen zu spät auf und scheiterten in einem Blizzard.

### Ausbau und Siedler
Mit der Aufnahme der ehemals mexikanischen Gebiete in die Vereinigten Staaten veränderte sich der Charakter des Handels auf dem Santa Fe Trail. Der Westen wurde zunehmend als Siedlungsraum angesehen, immer mehr Amerikaner ließen sich jenseits des Mississippi nieder.
Auch auf dem Santa Fe Trail entstanden Siedlungen. Bereits im April 1847, der Krieg war im Süden und Kalifornien noch unentschieden, eröffnete ein General Store in Council Grove, etwa 100 km von Independence entfernt. Gleichzeitig errichtete die US-Regierung eine Reparaturwerkstatt für Wagen am Arkansas River, wo die Cimmaron Route und die Mountain Route sich trennten. Mann’s Fort oder Fort Mann beim späteren Dodge City wurde jedoch nach dem Krieg nicht mehr benötigt und 1848 nach einem Indianerangriff aufgegeben.
Im Januar 1848 wurde bei Sutter’s Mill in Kalifornien das erste Goldnugget gefunden. Die Nachricht breitete sich nur langsam aus, erst im Dezember desselben Jahres bestätigte Präsident Polk offiziell den Fund und rechtfertigte damit die Eroberung Kaliforniens. Im Winter trafen Tausende Vorbereitungen und im Frühling 1849 sammelten sie sich am Missouri – Der Kalifornische Goldrausch begann. Am 17. April warteten 2500 hoffnungsvolle Reisenden in Independence, rund 100 in Westport und weitere 100 in Kansas, Missouri auf die Abfahrt ihrer Karawanen. Die Orte hatten zusammen ein paar hundert Einwohner und wurden durch den Ansturm förmlich überrannt.
Rund 20.000 Mann zogen alleine 1849 über die Rocky Mountains nach Kalifornien. Aber etwa 2500 entschieden sich, nach Südwesten zu gehen und dem Santa Fe Trail nach New Mexico zu folgen. Viele von ihnen zogen auf dem Old Spanish Trail weiter nach Südkalifornien, einige blieben und siedelten sich in den neuen Gebieten an.

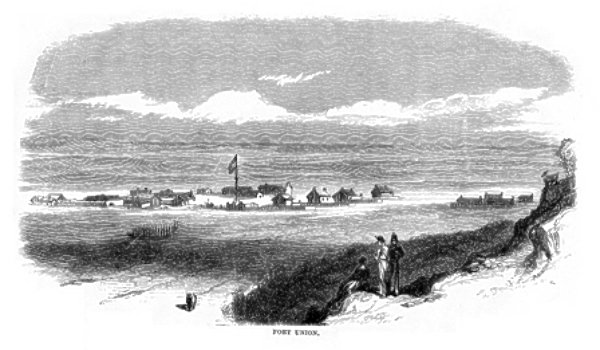
Fort Union – Blick von den Bergen über das Fort, ca. 1855

In den Jahren 1850/51 reagierte die US-Regierung auf die wieder wachsende Bedrohung des Handels und kleinerer Siedlungen durch Indianer. Die Armee hatte nach der Eroberung New Mexicos elf kleine Posten hinterlassen, die sich als unpraktisch herausstellten. Einzeln waren sie zu schwach gegen die Apachen und Komantschen, für koordinierte Aktionen lagen sie zu weit auseinander. So baute die Armee Forts an den Knotenpunkten des Santa Fe Trails. Am Standort des ehemaligen Forts Mann wurde Fort Atkinson errichtet, wo die beiden Zweige des Trails in New Mexico wieder zusammentrafen, entstand Fort Union. Gut 150 km von Santa Fe und an der Ostflanke der Rocky Mountains wurde Fort Union zeitweilig der größte Stützpunkt westlich des Mississippi Rivers und der zentrale Versorgungsknoten und Aufmarschplatz für Militärkampagnen im ganzen Südwesten, so wie Fort Atkinson die Prärien kontrollierte.
Seit Mitte des Jahres 1850 gab es einen regelmäßigen Postdienst zwischen Santa Fe und Independence. Um acht Uhr morgens an jedem Monatsersten startete ein Postwagen in Santa Fe und einer in Independence. Die Zustellung am anderen Ende des Weges innerhalb von 29 Tagen wurde garantiert.
In den folgenden Jahren baute die Armee ihre Standorte Richtung Westen aus. Teile der Truppen aus Fort Leavenworth zogen 1853 nach Fort Riley, beim heutigen Junction City. Der Name stammte von Bennett Riley, der 1823 gegen die Arikaras gekämpft, 1829 die Santa-Fe-Händler auch auf mexikanischem Boden geschützt hatte, inzwischen zum Zwei-Sterne-General befördert worden war und bis zur Anerkennung Kaliforniens als Bundesstaat 1850 als Militär-Gouverneur des Territoriums gedient hatte. Am Arkansas River zwischen Great Bend und Fort Atkinson wurde mit Fort Larned ein weiterer Militärstützpunkt zur Kontrolle der Prärien errichtet.
Der Handel blühte in der zweiten Hälfte der 1850er Jahre, es entstand eine stabile Berufsgruppe der Teamsters, die für Auftraggeber im Handel oder zur Versorgung des Militärs Wagenzüge organisierten und führten. Wild Bill Hickok sammelte so erste Erfahrungen, bevor er später als Sheriff und Marshall zum Wild-West-Helden wurde. Ein Erfinder namens Thomas erschien in Westport, und stellte seinen selbst konstruierten Windwagon vor, einen durch Segel angetriebenen Planwagen, mit dem er in nur 6 Tagen nach Kalifornien fahren wollte. Er kam immerhin rund 100 km bis Council Grove, wo sein Wagen umstürzte und schwer beschädigt wurde.

### Bürgerkrieg
Im Jahr 1854 wurden zwei neue Territorien im ehemaligen Louisiana errichtet: Kansas und Nebraska. Umstritten war der Kansas-Nebraska Act, weil sich damit das seit dem Missouri-Kompromiss von 1820 bestehende Gleichgewicht zwischen sklavenhaltenden und „freien“ Staaten in der Union zu verschieben drohte. Sowohl Befürworter der Sklavenhaltung, vorwiegend aus dem benachbarten Missouri, als auch Abolitionisten rekrutierten in ihren Kreisen für die Besiedelung von Kansas, um dort die Mehrheit zu erringen.
Die Konflikte zwischen den Staaten des Nordens und dem Süden spitzten sich zu. Ab Dezember 1860 traten die Konföderierten Staaten von Amerika aus der Union aus, was die Mehrheiten im Kongress änderte. Im April 1861 konnte Kansas als Bundesstaat anerkannt werden, mit einer Verfassung, die die Sklaverei verbot. Bei einer Rückkehr der Südstaaten in die Union wären sie so immer in der Minderheit gewesen. Weniger als 90 Tage später begann der Sezessionskrieg.
Der Handel über den Santa Fe Trail litt anfangs nur wenig unter dem Ausbruch des Krieges. Der Dampfschiff-Verkehr war kurz unterbrochen, bevor der Nachschub der Händler sich neu organisierte. Die Frachtschiffe landeten nun bei Fort Leavenworth und umgingen so Kansas City, Westport und Independence auf dem Ostufer des Missouri. Der Staat Missouri war in der Sklavenfrage und der Unterstützung der Sezession selbst zerrissen, es bildeten sich zwei feindliche Regierungen und beide Seiten stellten irreguläre Truppen auf. Mit den Südstaaten verbündete Missourians brannten Gardner, Kansas am Santa Fe Trail nieder, die Handelszüge verlagerten sich etwas nach Norden, gingen aber weiter.
Das änderte sich, als die konföderierten Truppen im August 1861 von Texas aus im New-Mexico-Feldzug große Teile New Mexicos besetzten und die konföderierten Territorien New Mexico und Arizona ausriefen. Im Januar 1862 zogen Truppen der Südstaaten gegen Santa Fe und Fort Union, wurden aber in der Schlacht am Glorieta Pass von der Armee des Nordens und freiwilligen Milizen aus Colorado zunächst zurückgeschlagen und dann von ihren Nachschubwegen abgeschnitten, so dass sich die Konföderierten im März aus ganz New Mexico zurückziehen mussten.
Am anderen Ende der Trails gingen die Kämpfe weiter. Konföderierte führten bis Frühjahr 1863 einen Guerillakrieg im östlichen Kansas. Sie überfielen kleine Siedlungen, griffen Nachschubzüge der Union an und raubten auch die Expresspost aus. Die Geschäfte der Händler gingen trotzdem nicht schlecht. Zwar litt der zivile Handel, dafür kamen lukrative Aufträge zur Versorgung der Armeen.

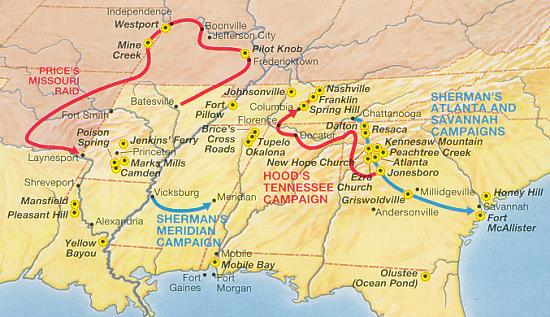
Sezessionskrieg 1864 mit dem Feldzug von Price nach Missouri und Kansas

Der Herbst 1864 brachte eine neue Bedrohung von Osten. Der konföderierte General Sterling Price marschierte mit einer Armee von zwischen 12.000 und 15.000 Mann in Missouri ein und holte den Staat symbolisch in die Konföderation. Anschließend zog er weiter auf Kansas. Im Oktober kam es zu mehreren Gefechten nahe dem Santa Fe Trail. Die ersten konnte Price noch für sich entscheiden, dann gewannen die Truppen der Union die Oberhand. Price wurde am 23. Oktober 1864 bei Westport entscheidend geschlagen und musste sich unter schweren Verlusten nach Süden zurückziehen. Damit endeten die Kampfhandlungen des Sezessionskriegs im Umfeld des Santa Fe Trails.
Im Westen waren die regulären Truppen aus den Prärieforts nach Osten abgezogen worden. Die Freiwilligen, die als Besatzung übernahmen, hatten keine Erfahrung im Umgang mit den Indianern. Kiowas, Cheyennes und Arapahos nutzten die Gelegenheit und griffen wieder verstärkt Handels- und Nachschubzüge an. Sie trauten sich sogar, eines der kleineren Forts zu belagern und die Pferde der Armee zu entführen. Die Milizen schlugen brutal zu, auch gegen friedliche Dörfer, wie im Sand-Creek-Massaker an den Cheyenne. Gegen die beweglichen Gruppen von Indianern konnten sie aber nur geringe Erfolge erreichen. Die Völker wurden zwar vom Santa Fe Trail und aus Kansas vertrieben, im benachbarten Colorado, das wegen der dortigen Goldvorkommen für den Krieg von großer Bedeutung war, blieb die Bedrohung bestehen. Im Winter 1864/65 richtete die Armee drei neue Forts im Gebiet des Santa-Fe-Trails ein, darunter Fort Dodge am Arkansas River als Ersatz für das kurz zuvor aufgegebenen Fort Atkinson. Aus dem Fort sollte sich in der Folge die Stadt Dodge City entwickeln. Außerdem führte die Armee einen Reiseplan für die Händler auf dem Santa-Fe-Trail und die Planwagenzüge durch Colorado ein. Nur noch am 1. und am 15. jeden Monats durften sie aufbrechen, und jeder Zug wurde von Soldaten begleitet. Damit wurden die Angriffe für einige Zeit beendet.

### Das Ende des Santa Fe Trails
In den 1830er Jahren begann der Ausbau der Eisenbahn im dichtbesiedelten Osten der Vereinigten Staaten, schon früh wurden Forderungen laut, eine durchgehende Verbindung durch den ganzen Kontinent zu planen. 1853 leistete die Armee erste Vorarbeiten zu einer solchen Planung, der Sezessionskrieg verhinderte aber zunächst die Umsetzung. Andererseits zeigte sich im Laufe des Krieges die Bedeutung der Eisenbahn als Transportmittel für Güter und Personen, so dass der Kongress auf Antrag von Präsident Abraham Lincoln 1862 den Bau einer Schienenverbindung nach Kalifornien anordnete.
Schon 1864 erreichten die Schienen der Union Pacific Railroad den Ort Lawrence, 50 km westlich von Kansas City und nur wenige Kilometer nördlich des Santa Fe Trails. Transporte per Bahn waren schneller und billiger, so dass die Siedlung schnell zum neuen Ausgangspunkt des Trails wurde. In den folgenden Jahren verschob sich der Endpunkt der Eisenbahn immer weiter in die Steppen von Kansas, der Santa Fe Trail wanderte mit und wurde immer kürzer. 1865 wurde Topeka erreicht, 1866 Junction City.
Im Oktober 1868 gingen Union Pacific vorläufig die Gelder aus, die Fördermittel der Bundesregierung für die Erschließung des Westens waren aufgebraucht. Die Schienen lagen zu diesem Zeitpunkt bis kurz vor der Grenze zu Colorado. Mitten in der Prärie entstand beinahe über Nacht eine Stadt aus dem Nichts. Am Sheridan genannten, vorläufigen Endpunkt der Eisenbahn stiegen die Passagiere auf Kutschen um, die Fracht wurde auf Wagen umgeladen. Denver und Pueblo waren von hier nur noch 30 Stunden, Santa Fe nur drei Tagesreisen entfernt.
Schon im März 1869 konnte sich die Bahngesellschaft neue Geldquellen erschließen. Sie gliederte den Geschäftsbereich als Kansas Pacific aus und baute die Schienen weiter – im März 1870 war Kit Carson erreicht. Fast alle Bauten aus Sheridan wurden auseinandergenommen und an den neuen Endpunkt der Strecke transportiert. Bis 1871 blieben noch rund 80 Personen in Sheridan, dann schloss dort das Post Office, die letzten Einwohner zogen weg. Heute gibt es keine Spuren der Siedlung mehr.
Die Indianervölker waren die großen Verlierer der Besiedelung des Westens durch die Weißen. Nach einigen Überfällen der Cheyenne, Arapahos, Kiowas und Komantschen auf die Wagenkolonnen und die Eisenbahn erhöhte die Armee 1867 den Druck auf die Indianer. Im Frühsommer wurden die Völker gezwungen, einen Vertrag abzuschließen, der ihnen Reservate im Norden des Indianerterritoriums zuwies. Der Vertrag wurde nicht eingehalten, die Indianer konnten oder wollten nicht ihre Jagdgebiete und die einzige Lebensweise aufgeben, die sie kannten. Im November des folgenden Jahres führte Oberstleutnant George Armstrong Custer mit der 7. Kavallerie als Vergeltungsmaßnahme einen Angriff auf ein großes Dorf der Cheyenne. Das im Winter auf Frieden eingestellte Dorf war in zehn Minuten besetzt, rund 100 Männer erschlagen und der Reichtum des Volkes, etwa 800 Pferde erschossen. Der folgende große Aufstand der Cheyenne wurde blutig niedergeschlagen. Im Juli 1869 starb ihr Kriegshäuptling Tall Bull beim letzten großen Gefecht im Süden Colorados.
Im Mai 1869 war die transkontinentale Eisenbahnverbindung mit einem symbolischen Golden Spike (goldenen Schienennagel) in der Nähe des Großen Salzsees in Utah vollendet worden. Die Siedlerströme nach Westen hatten aber schon lange nicht mehr am Missouri begonnen, so dass sich für Kansas und den Santa Fe Trail zunächst nicht viel änderte.

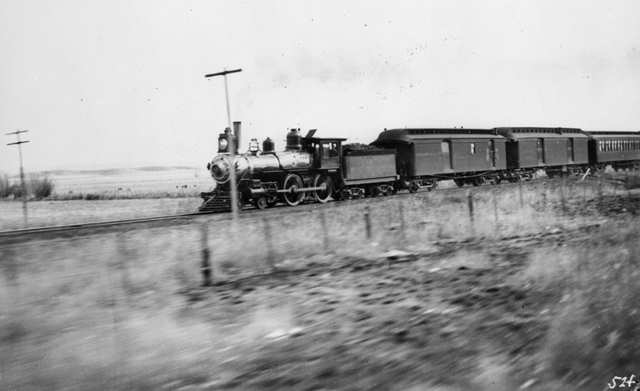
Reisezug der Atchison, Topeka and Santa Fe Railway, um 1895

Aber in den 1870ern fand ein Wettbewerb um den Warenverkehr nach Santa Fe statt. Die neugegründete Atchison, Topeka and Santa Fe Railway baute eine Stichstrecke ab Topeka nach Südwesten und erreichte 1873 Granada am Arkansas River, kurz hinter der Grenze in Colorado. Um ihr das Geschäft nicht zu überlassen, stieß die Kansas Pacific ihrerseits nach Süden an den Arkansas vor. Mittlerweile war ein dritter Mitspieler aufgetreten, die Denver & Rio Grande Railway hatte eine Verbindung entlang der Ostflanke der Rocky Mountains von Denver bis kurz vor die Grenze nach New Mexico am Raton Pass gebaut.
Kansas Pacific orientierte sich nach Nordwesten und baute Richtung Denver. Aber Atchison, Topeka and Santa Fe Railway (ATSF) und Denver & Rio Grande Railway (DRG) konkurrierten 1878 um den Übergang über den Pass und den Zugang nach New Mexico. Es entbrannte ein Wirtschaftskrieg um die lukrativen Rechte. Als ATSF eine Bande Revolverhelden anheuerte und gleichzeitig der kleineren DRG das Geld ausging, setzte ATSF sich durch.
Im Jahr 1879 war die Strecke bis Lamy (rund 35 km südlich von Santa Fe) vollendet, und der Bau ging nach Albuquerque weiter. Im folgenden Jahr legte ATSF die letzten Meilen Schienen entlang dem Rio Grande ins Stadtgebiet von Santa Fe. Die Zeitung New Mexican titelte „Der alter Santa Fe Trail fällt in Vergessenheit“. Die Straßenverbindung verlor stark an Bedeutung bis ab den 1930er Jahren das Highway-System moderne, asphaltierte Überlandstraßen auch in den Südwesten brachte.

## Santa Fe Trail heute

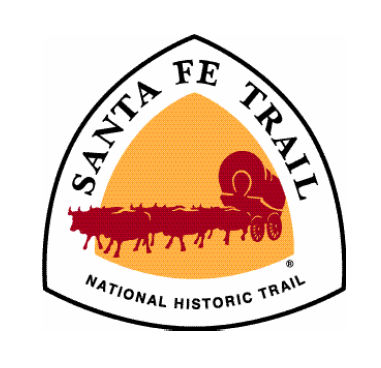
Emblem und Wegmarkierung des Santa Fe National Historic Trail

Im Jahr 1907 begann die Frauenvereinigung Daughters of the American Revolution im Rahmen einer Erinnerungskampagne Wegmarkierungen aufzustellen, die das Gedenken an den Santa Fe Trail aufrechterhalten sollen.
Der Santa Fe Trail ist seit 1987 als National Historic Trail ausgewiesen. Der National Park Service koordiniert zusammen mit dem Verein Santa Fe Trail Association eine gemeinsame Beschilderung von über 100 Orten, an denen Spuren des Trails oder historische Einrichtungen aus der Zeit erhalten geblieben sind. Im Ford County in Kansas haben die Überreste des Trails den Status einer National Historic Landmark. Die Bandbreite reicht von Ruts genannten Wagenspuren, die auch nach fast 200 Jahren noch die Stelle erkennen lassen, wo die Planwagen ein Flussufer passiert haben, bis zu Forts, Farmen oder Poststationen. Einige davon sind selbständig als Schutzgebiete oder Gedenkstätten des Bundes oder eines der Bundesstaaten am Trail ausgewiesen.
Entlang des Abschnitts vom Arkansas River in Kansas nach New Mexico verläuft der heutige US-Highway 56 auf oder parallel der historischen Route des Cimarron Cutoff. In Colorado und New Mexico sind Highways entlang der längeren Mountain Route unter dem Namen Santa Fe Trail National Scenic Byway als National Scenic Byway ausgeschildert.

## Umsatz auf dem Santa Fe Trail bis 1843
| Jahr | Umsatz    | Wagen | Männer | Eigentümer | an andere Ziele | Bemerkungen                                                      |
| ---- | --------- | ----- | ------ | ---------- | --------------- | ---------------------------------------------------------------- |
| 1822 | $ 15.000  | 1     | 70     | 60         |                 | Packtiere, Becknell nutzte als Erster einen Wagen                |
| 1823 | $ 12.000  |       | 50     | 30         |                 | Nur Packtiere                                                    |
| 1824 | $ 35.000  | 26    | 100    | 80         | $ 3000          | Packtiere und Wagen                                              |
| 1825 | $ 65.000  | 37    | 130    | 90         | $ 5.000         | Tiere und Wagen                                                  |
| 1826 | $ 90.000  | 60    | 100    | 70         | $ 7.000         | Ab diesem Jahr keine Packtiere mehr                              |
| 1827 | $ 85.000  | 55    | 90     | 50         | $ 8.000         |                                                                  |
| 1828 | $ 150.000 | 100   | 200    | 80         | $ 20.000        | erstmals 3 Tote                                                  |
| 1829 | $ 60.000  | 30    | 50     | 20         | $ 5.000         | Eskorte durch Armee, 1 Toter                                     |
| 1830 | $ 120.000 | 70    | 140    | 60         | $ 20.000        | erstmals Ochsen als Zugtiere                                     |
| 1831 | $ 250.000 | 130   | 320    | 80         | $ 80.000        | 2 Tote                                                           |
| 1832 | $ 140.000 | 70    | 150    | 40         | $ 50.000        | Kampf am Canadian River, 2 Tote, 3 Vermisste                     |
| 1833 | $ 180.000 | 105   | 185    | 60         | $ 80.000        |                                                                  |
| 1834 | $ 150.000 | 80    | 160    | 50         | $ 70.000        | Zweite Eskorte durch die US-Armee                                |
| 1835 | $ 140.000 | 75    | 140    | 40         | $ 70.000        |                                                                  |
| 1836 | $ 130.000 | 75    | 135    | 35         | $ 60.000        |                                                                  |
| 1837 | $ 150.000 | 80    | 160    | 35         | $ 80.000        |                                                                  |
| 1838 | $ 90.000  | 50    | 100    | 20         | $ 40.000        |                                                                  |
| 1839 | $ 250.000 | 130   | 250    | 40         | $ 100.000       | Expedition zum Oberlauf des Arkansas River                       |
| 1840 | $ 50.000  | 30    | 60     | 5          | $ 10.000        | Expedition weiter nach Chihuahua                                 |
| 1841 | $ 150.000 | 60    | 100    | 12         | $ 80.000        | Expedition Texas-Santa Fe                                        |
| 1842 | $ 160.000 | 70    | 120    | 15         | $ 90.000        |                                                                  |
| 1843 | $ 450.000 | 250   | 350    | 30         | $ 300.000       | Dritte Eskorte, vorübergehende Sperrung des Handels durch Mexiko |

Quelle: Josiah Gregg, Commerce of the Prairies – or The journal of a Santa Fè trader – during eight expeditions across the great western prairies, and a residence of nearly nine years in northern Mexico, H.G. Langley, New York 1844, Band 2, Kapitel 9
Einigermaßen verlässliche Zahlen über die Umsätze auf dem Santa Fe Trail liegen nur für die Jahre bis 1843 vor. Auch sie sind nicht vollständig, denn sie geben nur die Zahlen der amerikanischen Händler wieder, berechnet nach dem Warenwert bei ihrem Aufbruch Richtung Santa Fe. Die Umsätze der ab den 1830er Jahren beteiligten mexikanischen Händler fehlen. Dafür zeigen sie, welcher Anteil der Waren in Santa Fe verkauft wurde und wie viel durch Amerikaner in anderen Orten New Mexicos wie Taos und Chihuahua abgesetzt wurde.

## Bedeutung des Santa Fe Trails
Kommerziell war die Bedeutung des Überlandhandels mit Mexiko eher gering. Soweit Zahlen vorliegen machen sie nur einen Bruchteil des Außenhandels der USA aus. In den 1830er Jahren schwankte der Umsatz zwischen 90.000 $ und 250.000 $. Vom Beginn bis 1843 liegt der durchschnittliche Umsatz bei $130.000. In den folgenden Jahren sticht das Kriegsjahr 1846 heraus, in dem erstmals eine Million Dollar an Umsatz erreicht wurden. Auch als New Mexico als Teil der Vereinigten Staaten etabliert war, war der Handel mit 3,5 Millionen Dollar im Jahr 1860 kein bedeutender Wirtschaftsfaktor.
Wirklich reich geworden ist im Santa-Fe-Handel wohl niemand. Das Geschäft blieb auch die größte Zeit eine Domäne kleiner Unternehmer, nie bildeten sich Handelsimperien wie im anderen Wirtschaftszweig des Westens, dem Pelzhandel.
Dafür hatte der Handel bedeutende Auswirkungen auf die politischen Beziehungen zwischen den jungen Vereinigten Staaten und dem spanisch geprägten Mexiko. Nach der Abschottung gegen alle äußeren Einflüsse bis zur Unabhängigkeit war der Handel für die Bewohner New Mexicos von großer Bedeutung und ermöglichte ihnen den Zugang zu Waren, die wegen der langen, teuren Transportwege in Mexiko nie die abgelegenen Regionen erreicht hätten.
Kulturell prägte der Santa Fe Trail das Bild der Amerikaner in den Siedlungsgebieten an der Ostküste vom Westen fast genauso stark wie vorher der Pelzhandel und später die Rinderfarmen. Die weiten Steppen und die Gefahren durch Indianer machen bis heute das Bild vom „Wilden Westen“ aus. Dodge City ist einer der am stärksten mit der Zeit identifizierten Ortsnamen.

## Der Santa Fe Trail in den Medien
Die Handelszüge und die Kämpfe gegen Mexiko und die Indianer auf dem Santa Fe Trail waren ein häufiges Thema in frühen amerikanischen Western-Filmen. Am bekanntesten ist Santa Fe Trail (1940), Regie: Michael Curtiz, Darsteller: Errol Flynn, Olivia de Havilland und Ronald Reagan. Er hat aber nicht viel mit der realen Geschichte zu tun. Näher am historischen Geschehen ist Santa Fe Passage von 1955, mit John Payne, Faith Domergue und Rod Cameron in den Hauptrollen, Regie: William Witney.
Glenn Miller spielte den Song „Along the Santa Fe Trail“, geschrieben von Will Grosz (Musik) und Al Dubin und Edwina Coolidge (Text), 1939. Walt Disney produzierte 1961 den Zeichentrick-Kurzfilm Saga of Windwagon Smith in Anlehnung an den historischen Erfinder Thomas und seinen Planwagen mit Segelantrieb.